# RELT
RELT (англ. RELT, TNF receptor) – білок, який кодується однойменним геном, розташованим у людей на короткому плечі 11-ї хромосоми. Довжина поліпептидного ланцюга білка становить 430 амінокислот, а молекулярна маса — 46 092.
| 10         |  | 20         |  | 30         |  | 40         |  | 50         |
| ---------- |  | ---------- |  | ---------- |  | ---------- |  | ---------- |
| MKPSLLCRPL |  | SCFLMLLPWP |  | LATLTSTTLW |  | QCPPGEEPDL |  | DPGQGTLCRP |
| CPPGTFSAAW |  | GSSPCQPHAR |  | CSLWRRLEAQ |  | VGMATRDTLC |  | GDCWPGWFGP |
| WGVPRVPCQP |  | CSWAPLGTHG |  | CDEWGRRARR |  | GVEVAAGASS |  | GGETRQPGNG |
| TRAGGPEETA |  | AQYAVIAIVP |  | VFCLMGLLGI |  | LVCNLLKRKG |  | YHCTAHKEVG |
| PGPGGGGSGI |  | NPAYRTEDAN |  | EDTIGVLVRL |  | ITEKKENAAA |  | LEELLKEYHS |
| KQLVQTSHRP |  | VSKLPPAPPN |  | VPHICPHRHH |  | LHTVQGLASL |  | SGPCCSRCSQ |
| KKWPEVLLSP |  | EAVAATTPVP |  | SLLPNPTRVP |  | KAGAKAGRQG |  | EITILSVGRF |
| RVARIPEQRT |  | SSMVSEVKTI |  | TEAGPSWGDL |  | PDSPQPGLPP |  | EQQALLGSGG |
| SRTKWLKPPA |  | ENKAEENRYV |  | VRLSESNLVI |  |            |  |            |

A: Аланін

C: Цистеїн

D: Аспарагінова кислота

E: Глутамінова кислота

F: Фенілаланін

G: Гліцин

H: Гістидин

I: Ізолейцин

K: Лізин

L: Лейцин

M: Метіонін

N: Аспарагін

P: Пролін

Q: Глутамін

R: Аргінін

S: Серин

T: Треонін

V: Валін

W: Триптофан

Кодований геном білок за функціями належить до рецепторів, фосфопротеїнів. 
Локалізований у клітинній мембрані, цитоплазмі, мембрані.